# Kidderminster Harriers FC

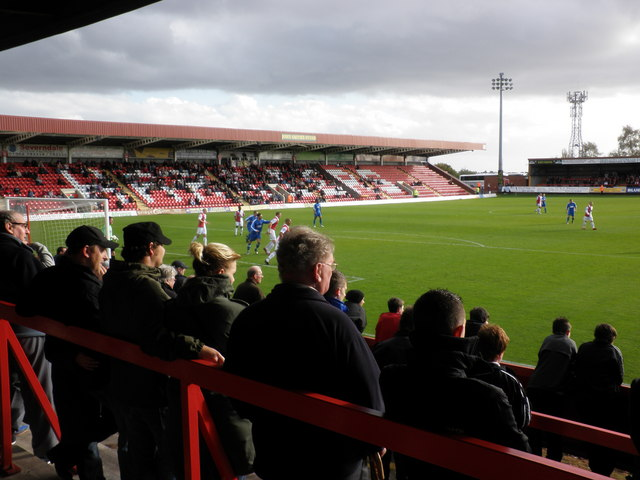
Aggborough Stadium

Kidderminster Harriers FC is een Engelse voetbalclub uit Kidderminster, Worcestershire. De club komt uit in de National League North, het zesde niveau van het Engels voetbalsysteem.

## Competitie
De club werd in 1886 opgericht door een atletiek- en rugbyclub die al 9 jaar bestond. Ze waren medeoprichter van de Birmingham & District League in 1889, de eerste titel daar werd pas in 1938 behaald en promoveerde daarop naar de Southern League. Na 2 wedstrijden werden de competitie echter stilgelegd door het uitbreken van de Tweede Wereldoorlog.
Na de oorlog speelden de Harriers in de Southern League tot 1960 toen terug naar de Birmingham League werd gedegradeerd. Tien jaar later keerden ze terug en in 1983 promoveerden ze verder naar de Alliance Premier League (nu Football Conference). Graham Allner werd trainer en zou dat de volgende 16 jaar blijven. Ondanks dat de club uit Engeland komt werd er ook aan de Welsh Cup deelgenomen en in 1986 en 1989 werd de finale behaald.
In 1994 werd de club kampioen maar mocht niet promoveren naar de Football League door de strenge brandmaatregels voor stadions die er gekomen waren na de Bradford City ramp in 1985. In 1997 werd de tweede plaats behaald achter Macclesfield Town maar in de volgende twee seizoenen eindigde de club achteraan de rangschikking. Jan Mølby, die vroeger bij Liverpool FC speelde, werd trainer voor het seizoen 1999/00 en haalde meteen de titel met negen punten voorsprong op Rushden & Diamonds FC.
In de Football League kon de club geen stempel op de competitie drukken en na vijf seizoenen degradeerde de club terug naar de Conference. Na elf seizoenen in de Football Conference degradeerde Kidderminster Harriers in 2016 naar het zesde niveau. In het seizoen 2022/23 won Kidderminster hun laatste zes competitiewedstrijden op rij en boekte het nog eens drie overwinningen in de play-offs door Alfreton Town, King's Lynn Town en in de finale Brackley Town te verslaan. Hiermee dwongen ze promotie af naar de National League voor het seizoen 2023/24, na zeven jaar afwezigheid. Het bleek echter een stap te hoog want de club degradeerde medio 2024 gelijk weer terug.

## Bekersucces
De Harriers doen het wel goed in bekers. In 1986 verloor de club de finale van de Welsh Cup met 2-1 van Wrexham AFC en in 1989 met 5-0 van Swansea City. In 1987 werd de FA Trophy gewonnen tegen Burton Albion. In 1991 werd opnieuw de finale gehaald maar voor 34842 toeschouwers verloor de club met 2-1 van Wycombe Wanderers. Vier jaar later stond de club opnieuw in de finale en verloor met dezelfde cijfers van Woking FC.
Ook in de FA Cup was de club niet onsuccesvol. Brighton & Hove Albion, Blackburn Rovers en Millwall FC werden uitgeschakeld toen de club nog niet in de League speelde. In 1994 werd de 5de ronde van de FA Cup gehaald nadat Birmingham City en Preston North End verslagen werden. Voor 8000 toeschouwers thuis (voor deze wedstrijd werd het stadion ironisch genoeg gezien niet afgekeurd in het jaar dat ze kampioen werden) verloor de club net van West Ham United.
In 2004 speelde de club gelijk tegen Wolverhampton Wanderers dat toen in de Premier League speelde maar verloor in de replay. In 2014 versloeg het als non-league club League One club Peterborough United en bereikte de vierde ronde tegen Sunderland AFC. Ze bereikten wederom de vierde ronde in 2022, na overwinningen op Grimsby Town, Halifax Town en Reading.

## Erelijst
- FA Trophy

1987

## Bekende (oud-)spelers
| - Jim Arnold - Akwasi Asante - Fred Barber - David Barnett - John Barton - Marcus Bignot - Paul Bignot - Andy Bishop - Mark Blake - Colin Brazier - Stuart Brock - Drewe Broughton - Kim Casey - John Chambers - Mark Clyde |  | - Shaun Cooper - Paul Davies - Daire Doyle - John Durnin - Richard Forsyth - Ben Foster - Ian Foster - Ron Green - Bo Henriksen - Gil Heron - Gerry Hitchens - Barry Horne - Lee Hughes - Steve James |  | - Paul Jones - Jeff Kenna - Dean Keates - Kevin Keelan - James Keene - Steve Lilwall - Mike Marsh - John Mullins - Craig Nelthorpe - Reuben Reid - Brendan Wassall - Peter Wassall - John Williams - Bernie Wright |